# Northrop YA-9
Die Northrop YA-9A war der Prototyp eines Erdkampfflugzeuges der Northrop Corporation.

## Geschichte
Die YA-9 wurde in Konkurrenz zur A-10 Thunderbolt für das Programm A-X (Attack eXperimental) der US Air Force entwickelt. Dafür vergab diese im April 1967 Aufträge für eine Studienerstellung und im Mai 1970 überarbeitete Spezifikationen für diese an verschiedene Flugzeughersteller. Die Anforderungen waren hoch; so sollten die Maschinen mit 300 m Startstrecke auskommen, eine 180-Grad-Kehre sollte bei voller Zuladung und etwa 300 km/h ebenfalls nur 300 m in Anspruch nehmen, und die Einsatzdauer im Zielgebiet sollte fünf Stunden nicht unterschreiten. Der Preis pro Flugzeug war auf nicht mehr als 1,4 Mio. US-Dollar festgelegt. Aus dieser Ausschreibung gingen am 18. Mai 1970 die YA-10A sowie die YA-9A als Sieger hervor und so wurden je zwei Prototypen für ein Vergleichsfliegen gebaut. Northrop erhielt für diesen Auftrag 28,9 Mio. Dollar. Die Prototypen wurden in Hawthorne bei New York gebaut und hatten am 30. Mai 1972 (71-1367 mit Lew Nelson am Steuer) und am 23. August 1972 (71-1368) in Edwards ihren Erstflug. Die Y-9A unterlag nach dreimonatigem Testflug knapp der A-10, wobei die Prototypen nach der Entscheidung vom 18. Januar 1973 erst kurz an die NASA und dann an verschiedene Museen (March Air Field Museum und Edwards) gingen.

## Konstruktion
Bei dem Flugzeug handelt es sich um einen Schulterdecker mit ungepfeilten Tragflächen und zwei Mantelstromtriebwerken (Ableitungen des T55-Hubschrauberantriebes mit Getriebefan) in den Flächenwurzeln. Das große Höhenleitwerk wies eine V-Stellung auf und die Steuerung erfolgte über eine kombinierte Seiten- und Querrudersteuerung (Seitenkraftsteuerung). Als Bewaffnung war eine 30-mm-Gatling-Kanone GAU-8/A Avenger vorgesehen, die aber mangels Verfügbarkeit in den Prototypen durch eine 20-mm-Kanone M61 Vulcan ersetzt wurde. Diese stellte die Hauptbewaffnung des Flugzeuges dar und bedingte durch ihre Abmessungen einige konstruktive Änderungen – so den großen Rumpfdurchmesser und den seitlichen Versatz des Bugrades. Das Cockpit war mit einer fünf Zentimeter dicken Schicht aus Leichtmetall gepanzert (beim Prototyp aus Aluminium; für die Serie war Titan geplant). Die Steuerung war redundant ausgelegt, um die Überlebensfähigkeit zu erhöhen.

## Technische Daten
| Kenngröße             | Daten der YA-9A                                             |
| --------------------- | ----------------------------------------------------------- |
| Besatzung             | 1 Pilot                                                     |
| Länge                 | 16,31 m                                                     |
| Spannweite            | 17,37 m                                                     |
| Höhe                  | 5,44 m                                                      |
| Flügelfläche          | 51,10 m²                                                    |
| Rüstmasse             | 7.900 kg                                                    |
| Leermasse             | 10.467 kg                                                   |
| norm. Startmasse      | 12.961 kg                                                   |
| max. Startmasse       | 18.160 kg                                                   |
| Treibstoffkapazität   | 4.080 kg in zwei selbstabdichtenden Tanks                   |
| Höchstgeschwindigkeit | 741 km/h                                                    |
| Dienstgipfelhöhe      | 12.200 m                                                    |
| Reichweite            | 6.085 km                                                    |
| Bewaffnung            | 8.350 kg an zehn Stationen und eine 20-mm-Kanone M61 Vulcan |
| Triebwerk             | zwei Getriebefans Lycoming YF102-LD-100                     |
| Schubkraft            | 2 × 26,67 kN                                                |